# The Shock of the Lightning
〈The Shock of the Lightning〉은 영국의 록 밴드 오아시스의 노래이다. 이 곡은 이 밴드의 일곱 번째 스튜디오 음반인 《Dig Out Your Soul》 (2008년)의 네 번째 트랙이다. 이 곡은 2008년 9월 29일 음반의 첫 번째 싱글로 발매되었다. 2008년 8월 15일 아일랜드의 투데이 FM의 이언 뎀프시 브렉퍼스트 쇼, BBC 라디오 6 뮤직의 숀 키베니, BBC 라디오 1의 크리스 모일스를 포함한 여러 영국과 아일랜드 라디오 방송국에서 첫 방송을 받았다. 모일스는 2008년 8월 15일에 노엘 갤러거와 함께 리믹스를 만들었다.

## 반응
2008년 7월 30일, 오아시스 공식 웹사이트는 〈The Shock of the Lightning〉의 인트로 23초 클립과 드럼 솔로 20초 클립을 포함한 《Dig Out Your Soul》 트레일러를 게시했다. 2008년 8월 15일, 이 곡은 BBC 라디오 1의 《크리스 모일스 쇼》에서 노엘 갤러거가 참석한 가운데 첫 방송을 받았다. 노엘은 숀 키베니의 라디오 6 쇼에서 이 노래에 대해 "그 곡은 드라이빙, 펌핑, 팝, 로큰롤의 걸작이다"라고 말했다. 《NME》에서 이 노래는 '이번 주의 노래'로 선정되었고 "《Dig Out Your Soul》에서 다섯 번째로 좋은 노래"로 언급되었음에도 불구하고 9/10의 점수를 받았다.
〈The Shock of the Lightning〉은 3위로 영국 싱글 차트에 진입했고, 데뷔 싱글 〈Supersonic〉 이후 밴드의 첫 리드 싱글이 되었다. 이 곡은 핑크의 1위 싱글 〈So What〉과 킹스 오브 리언의 〈Sex on Fire〉에 이어 2위에 올랐다. 이 음반은 아직 영국에서 실버 인증을 기다리고 있으며, 이 이정표에 도달하지 못한 유일한 리드 싱글이 되었다. 이 곡은 또한 미국 빌보드 핫 모던 록 차트에서 12위에 올랐으며, 1998년 5위로 정점을 찍은 〈Don't Go Away〉 이후 가장 성공적인 싱글이 되었다. 이 곡은 또한 빌보드 핫 100에서 93위에 올랐으며, 1996년 〈Don't Look Back in Anger〉 이후 처음으로 핫 100 차트에 오른 곡이다.

## 뮤직 비디오
이 곡의 뮤직 비디오는 8월 25일 17시 30분(영국 시간)에 밴드의 공식 사이트를 통해 데뷔했으며 23시 40분에 채널 4를 통해 방송되었다. 이 비디오는 리암이 노래하는 모습과 밴드의 나머지 멤버들이 가끔 등장하는 모습을 보여주며, 음반의 커버 아트와 관련된 재고 영상과 함께 교차한다. 실루엣이 있는 머리의 비디오의 오프닝 샷은 롤링 스톤스의 컴필레이션 음반 《Hot Rocks 1964-1971》의 커버를 참조한 것으로, 이전에 슈퍼 퍼리 애니멀스의 노래 〈(Drawing) Rings Around the World〉의 비디오에 사용된 아이디어이다.

## 곡 목록
모든 곡들은 노엘 갤러거에 의해 작사/작곡하였다.
CD 및 7인치
1. "The Shock of the Lightning" – 5:02
2. "Falling Down" (Chemical Brothers Remix) – 4:32

아이튠즈 및 오아시스넷 전용 번들
1. "The Shock of the Lightning" – 5:02
2. "Falling Down" (Chemical Brothers remix) – 4:32
3. "The Shock of the Lightning" (music video)

일본판
1. "The Shock of the Lightning" – 5:03
2. "The Shock of the Lightning" (The Jagz Kooner Remix) – 6:38
3. "Lord Don't Slow Me Down" – 3:18

## 인증
| 국가                               | 인증 | 판매량/출하량 |
| ---------------------------------- | ---- | ------------- |
| 영국 (BPI)                         | 실버 | 200,000       |
| 판매량+스트리밍을 기반으로 한 인증 |      |               |